# Ceel Lamaan
Der Berg Ceel Lamaan (auch: Eil Laman, Ellaman, Alaman) ist ein Hügel in Somalia. Er ist 1772 m hoch und liegt südwestlich von Erigabo auf dem Hochplateau. Er liegt im Gebiet der Region (gobolka) Sanaag.

## Geographie
Der Ceel Lamaan ist Teil des Hochlands und erhebt sich nur wenige Meter über die Umgebung. Er liegt jedoch westlich der Straße von Erigabo nach Yufle und stellt eine wichtige Landmarke dar.
Das gleichnamige Wadi Ceel Lamaan erstreckt sich von dort nach Südosten.